# Балла, Ласло Карлович
Ласло Карлович Балла (23 июля 1927, дер. Павловце (ныне — района Вранов-над-Топлёу, Прешовского края, Словакии) — 28 октября 2010) — украинский и венгерский поэт, прозаик, переводчик, журналист, редактор. Заслуженный работник культуры Украины. Лауреат Международной премии имени И. Франко и венгерской премии имени Лароша Надя.
Член Национального союза писателей Украины (с 1953), член Союза писателей Венгрии.

## Биография
Обучался в гимназиях Кошице, Ужгорода, Кишварда, в 1945—1946 — в Ужгородском художественном училище, заочно сдал экзамены на педагогическом отделении университета г. Печ (Венгрия). С 1945 жил в Ужгороде.
Трудовую деятельность Л. Балла начал в качестве скульптора, позже — директора художественного салона в Ужгороде.
В 1947 был приглашен на работу в газету «Karpati Igaz Szo» (венгероязычный выпуск «Закарпатской правды»). С 1951 — редактор вновь созданной венгерской редакции книжно-журнального издательства «Карпати», впоследствии — редактор венгерской редакции издательства «Радянська школа», преподавал курс венгерской литературы в Ужгородском университете.
С 1965 — заместитель главного редактора реорганизованной в самостоятельное издание газеты «Karpati Igaz Szo», а с 1967 и до выхода на пенсию в 1987 — её главный редактор.
Брат — Павел Балла (1930—2008), украинский живописец.

## Творчество
Писал в основном на венгерском языке.
Литературную деятельность Л. Балла начал ещё обучаясь в гимназии. Из-под его пера вышло более 50 книг — стихи, новеллы, повести, романы и драмы, публицистика, искусствоведческие труды.
Заслуженную славу принесли ему сборники поэзии «Пой громче» (1951), «С открытым сердцем» (1954), «Под сенью века» (1989), книги повестей и рассказов «Пиште нужен велосипед» (1965), "Крик медной пластины" (1985), «Огненный пассаж», роман «Облака без дождя» (1964), цикл исторических романов «Место встречи — бесконечность», над которыми он работал более двадцати лет. Последняя его книга — «Мемуары».
Особой заслугой Ласло Балла стала его переводческая деятельность. Он перевел на венгерский произведения Т. Шевченко, Леси Украинки, В. Стефаника, М. Коцюбинского, И. Франко, Л. Мартовича и многих других известных украинских писателей, издал «Антологию современной украинской поэзии».
Книги Л. Балла издавались в Ужгороде, Киеве, Москве, Будапеште, его произведения переведены на многие европейские языки.

## Награды
Литературный труд Л. К. Балла высоко отмечен как на Украине, так и в Венгрии. Заслуженный работник культуры Украины.
Лауреат Международной литературной премии им. И. Франко, премии им. Лайоша Надя (Венгрия), областной литературной премии им. Ф. Потушняка.
Награждён орденом Трудового Красного Знамени, орденами Венгрии, Почëтной грамотой Верховной Рады Украины, Почëтным отличием Национального союза писателей Украины, несколькими медалями, Почëтными наградами областной администрации и областного совета.
Заслуги Ласло Балла были отмечены специальной пенсией Президента Украины.